# پارک شبه‌ملی نوتو هانتو
پارک شبه‌ملی نوتو هانتو (به لاتین: Noto Hantō Quasi-National Park) یک منطقهٔ مسکونی در ژاپن است که در استان تویاما واقع شده‌است.